# Heikki Savolainen
Heikki Savolainen (n. 28 septembrie 1907, Joensuu, Marele Principat al Finlandei, Imperiul Rus – d. 29 noiembrie 1997, Kajaani, Oulu, Finlanda) a fost un gimnast artistic ce a reprezentat Finlanda, medaliat olimpic. A participat la 5 ediții ale Jocurilor Olimpice (1928, 1932, 1936, 1948, 1952) în care a câștigat două medalii de aur, o medalie de argint și 6 medalii de bronz.